# Diada de Sant Patrici
La diada de Sant Patrici (en irlandès, Lá Fhéile Pádraig, en anglès, Saint Patrick's Day o Feast of Saint Patrick) és la festa patronal d'Irlanda, en honor del seu sant patró, Patrici d'Irlanda, que se celebra el 17 de març. És una festa oficial des de començaments del segle xvii i diada festiva d'ençà el 1903. En origen, era una festa de caràcter catòlic, però amb el temps ha anat evolucionant gradualment a una festa secular de la cultura irlandesa i en certa manera una mena de diada nacional. Se sol celebrar també als pubs irlandesos que no estan situats a Irlanda i a països amb comunitats d'immigrants irlandesos, o d'origen irlandès, importants, especialment al continent americà.
La festa religiosa cau sempre durant la quaresma i algunes famílies irlandeses tenen com a tradició saltar-se les restriccions alimentàries que li són pròpies la diada de Sant Patrici. La seva celebració cristiana es fa en dilluns quan el 17 de març cau en diumenge. Està associada amb símbols com el color verd, tot i que en origen era el blau, i el shamrock o trèvol, que segons la llegenda era usat per Sant Patrici per a explicar la Santíssima Trinitat als seus deixebles. Per això és tradició portar alguna cosa de color verd o posar-se un trèvol a la solapa. Actualment, des de finals del segle xx, se solen fer rues de disfreses i festes que actualment duren, des de 2006, cinc dies, i que inclouen concerts, teatre i altres manifestacions d'arts escèniques al carrer, a més de focs artificials. A partir dels anys 90 del segle xx s'aprofita aquesta data per a organitzar fires i festivals que mostren la cultura irlandesa.
Tradicionalment la diada de Sant Patrici es juguen les finals d'algunes competicions esportives (bàsicament de futbol i rugbi), com per exemple la Munster Schools Rugby Senior Cup, la Ulster Schools Cup, la Leinster Schools Rugby Senior Cup final, l'All-Ireland Senior Club Football Championship, l'All-Ireland Senior Club Hurling Championship, de 1986 a 1991 el campionat interprovincial irlandès de futbol gaèlic i de hurling, etc.

## Als mitjans

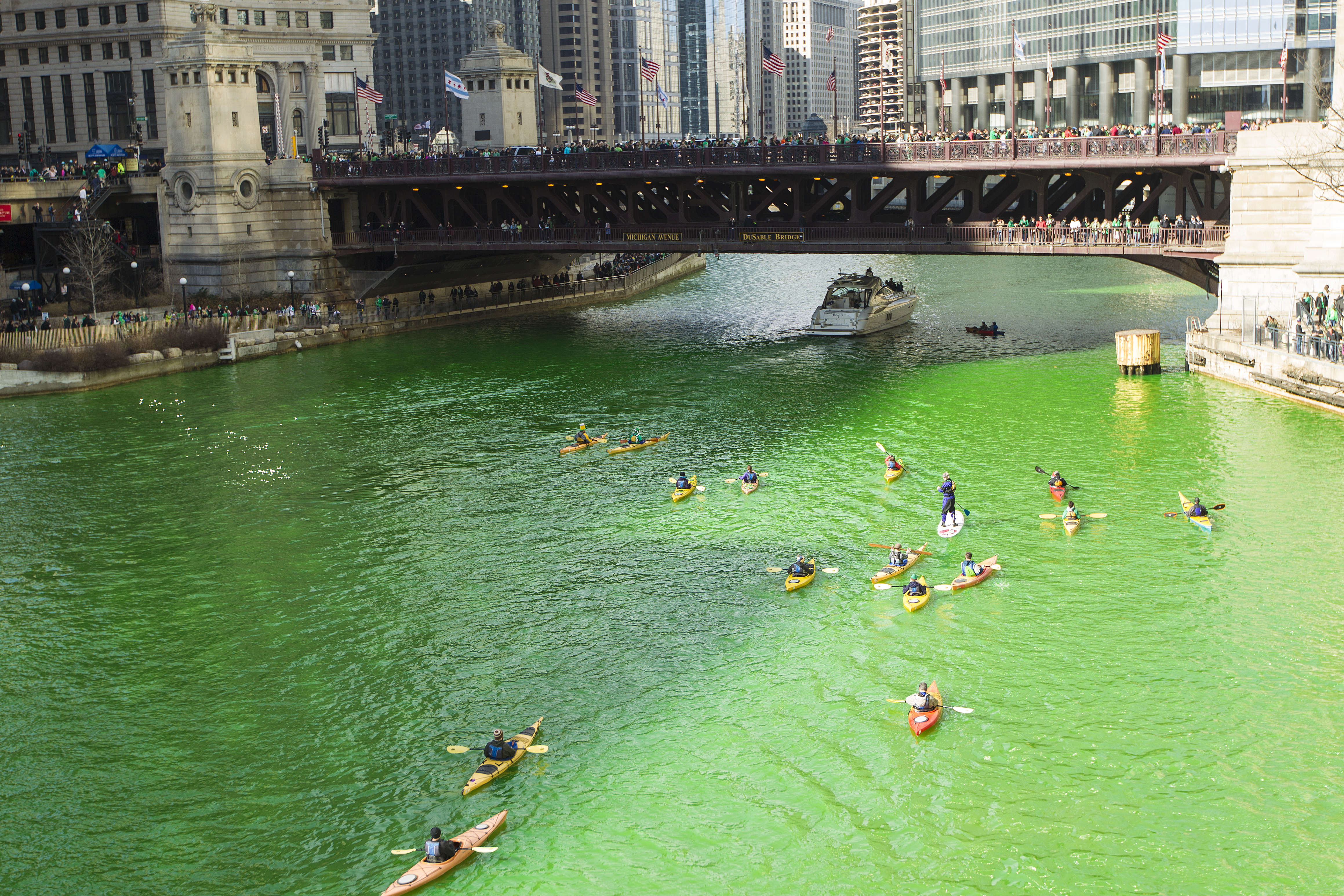
El riu Chicago tenyit de verd pel Sant Patrici del 2015

A la pel·lícula El fugitiu (1993), protagonitzada per Harrison Ford, apareix la festa de Sant Patrici celebrada pels irlandesos de Chicago. S'hi aprecia el riu Chicago tenyit de color verd amb motiu d'aquesta celebració.

## Celebració del dia de St. Patrick a Irlanda

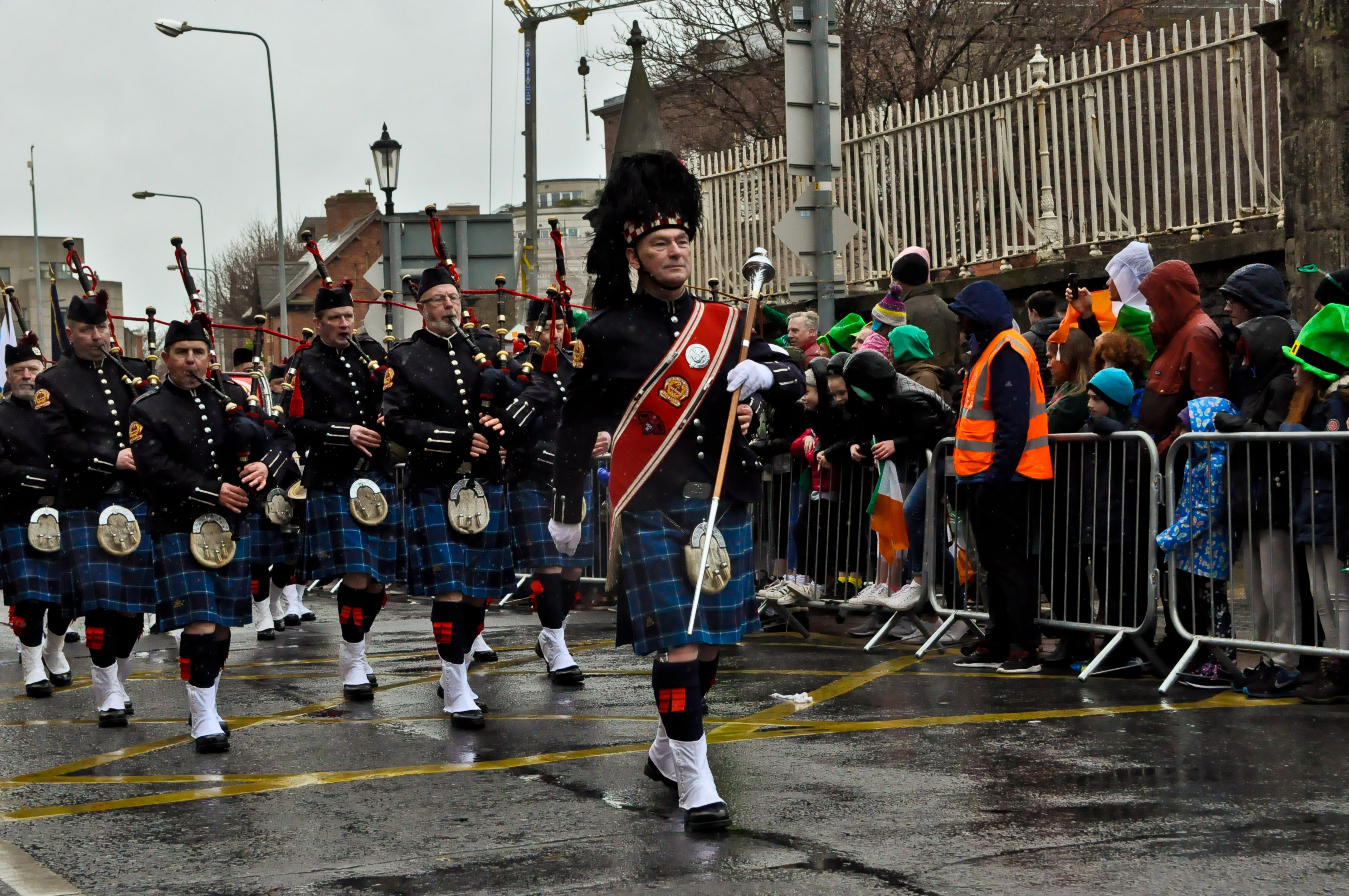
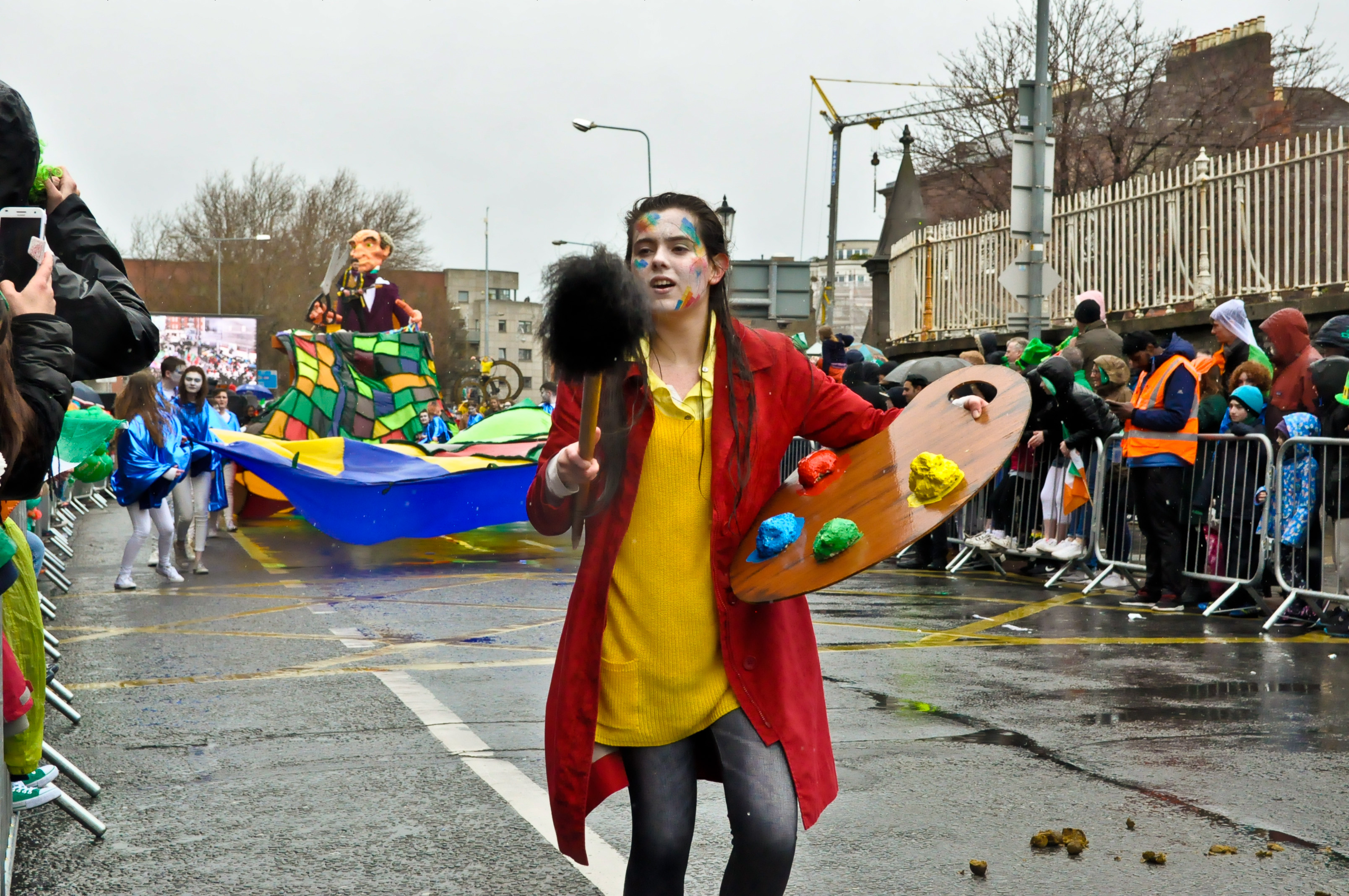
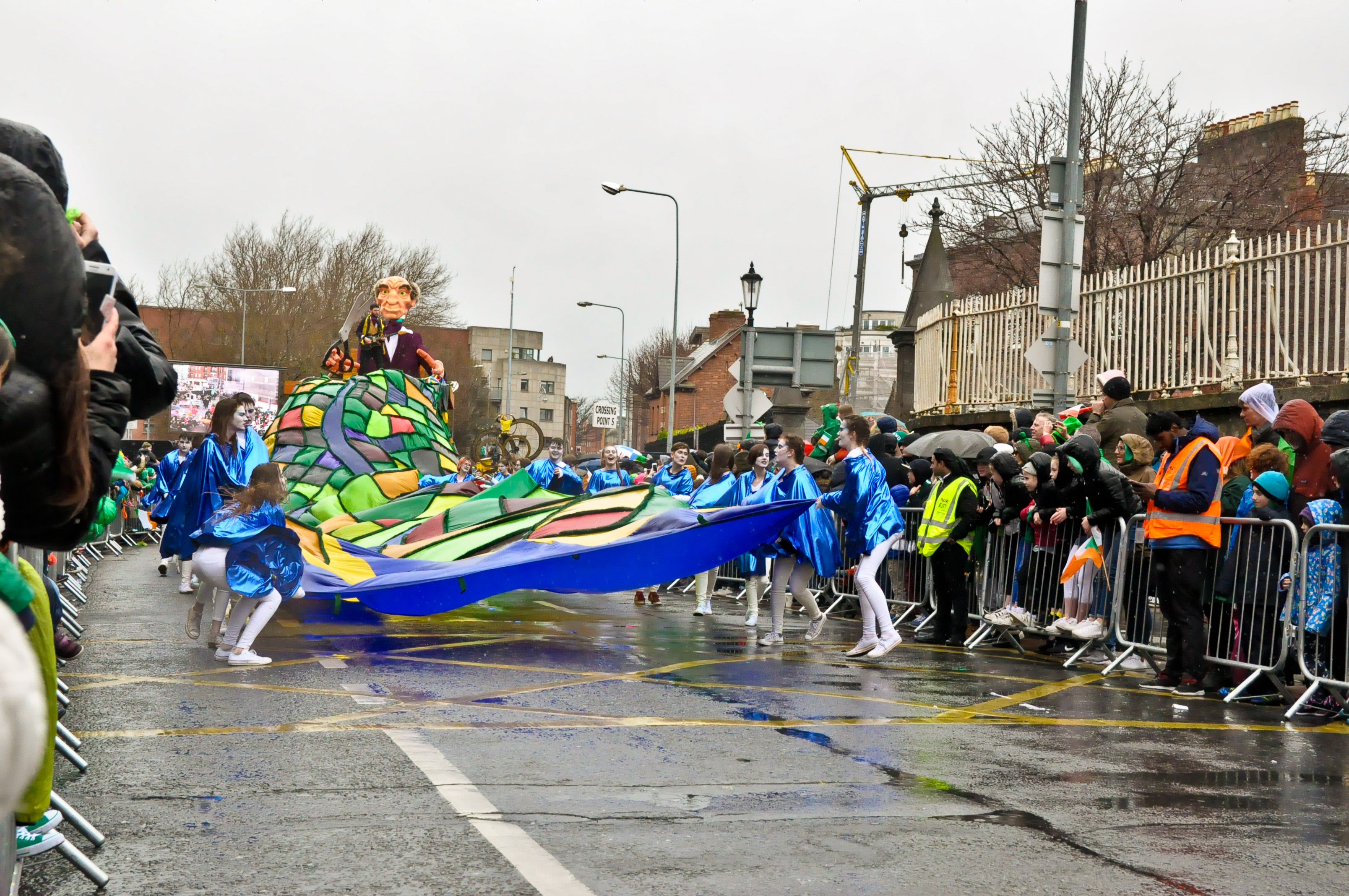
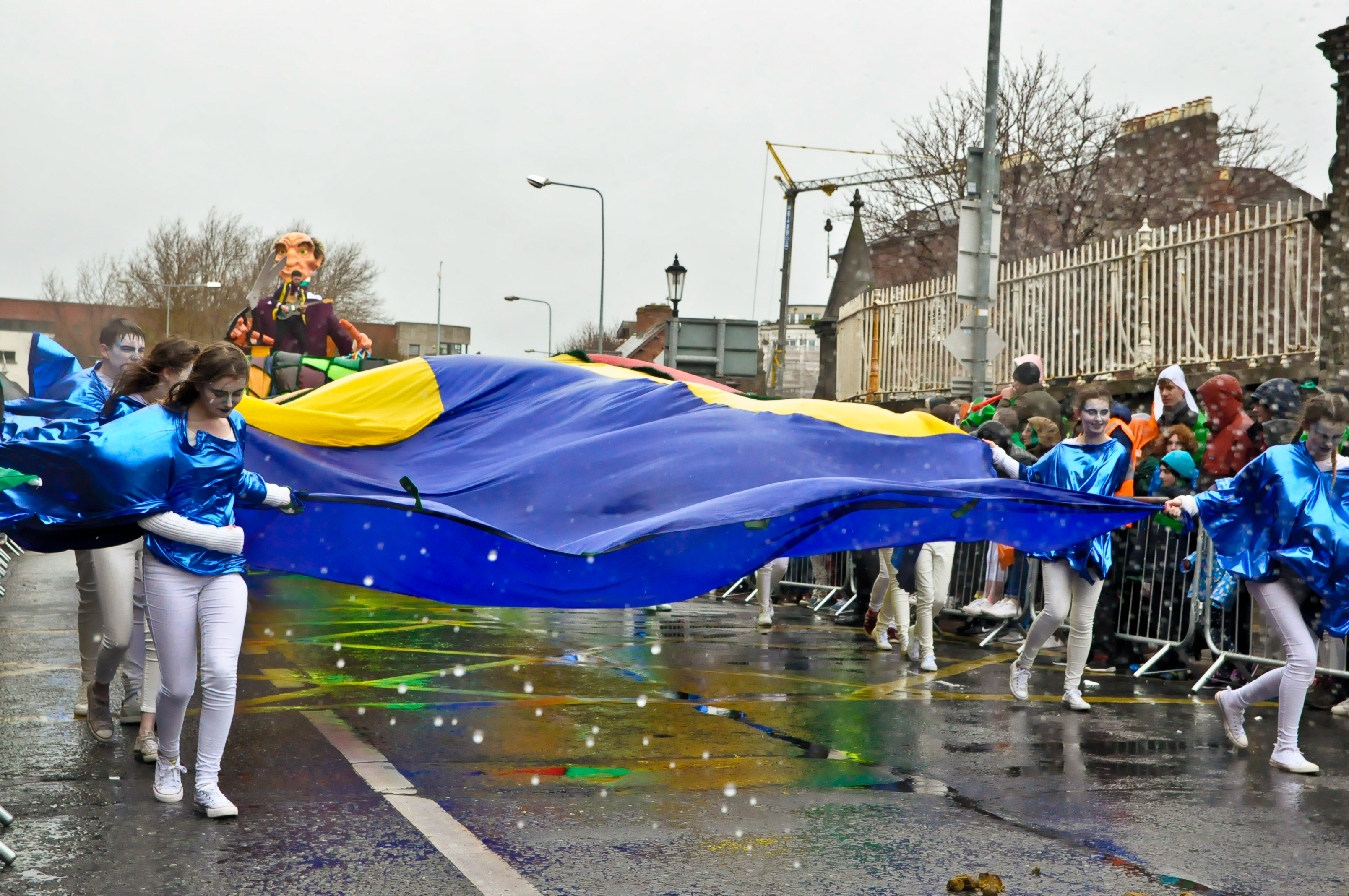
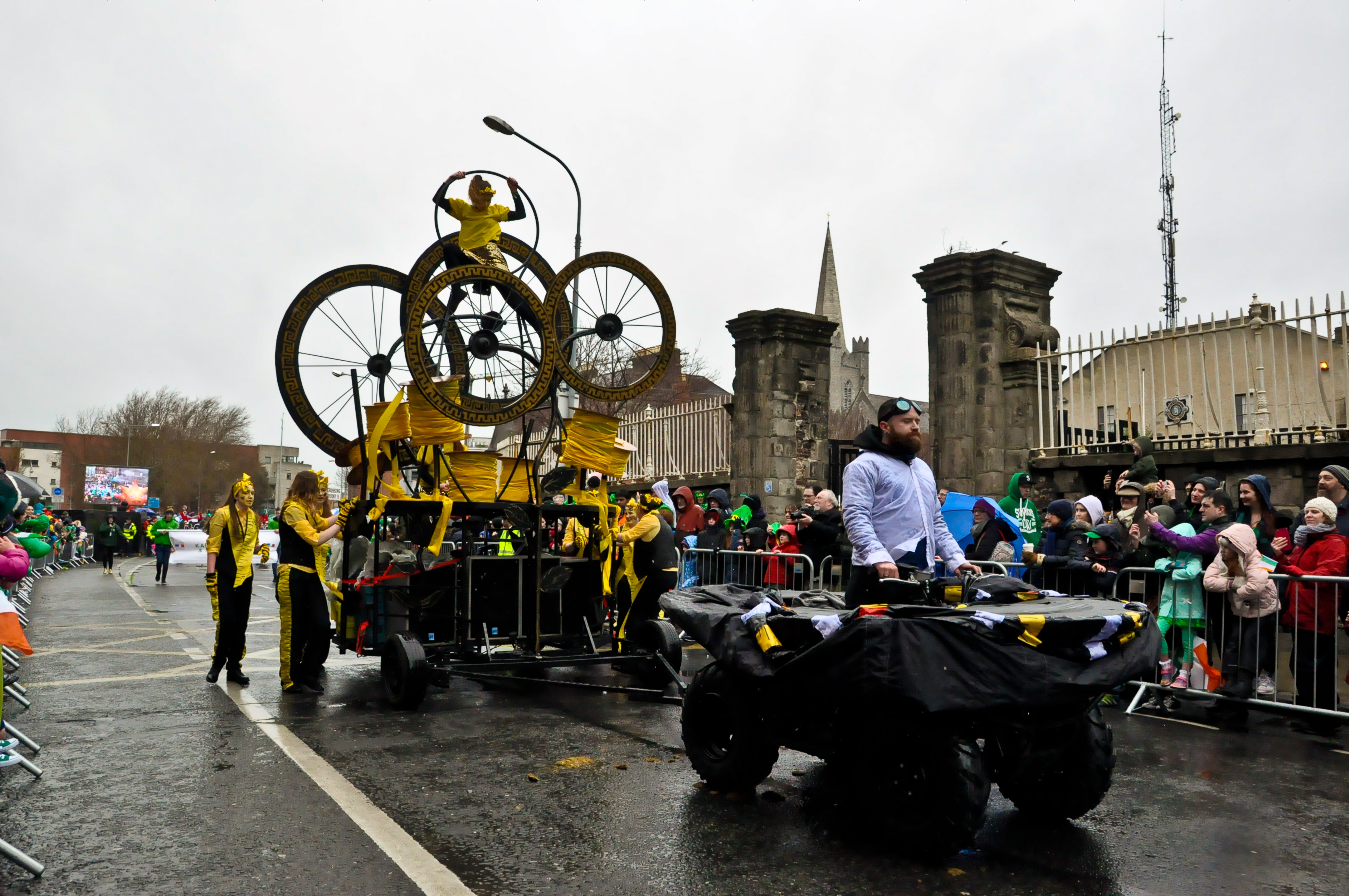
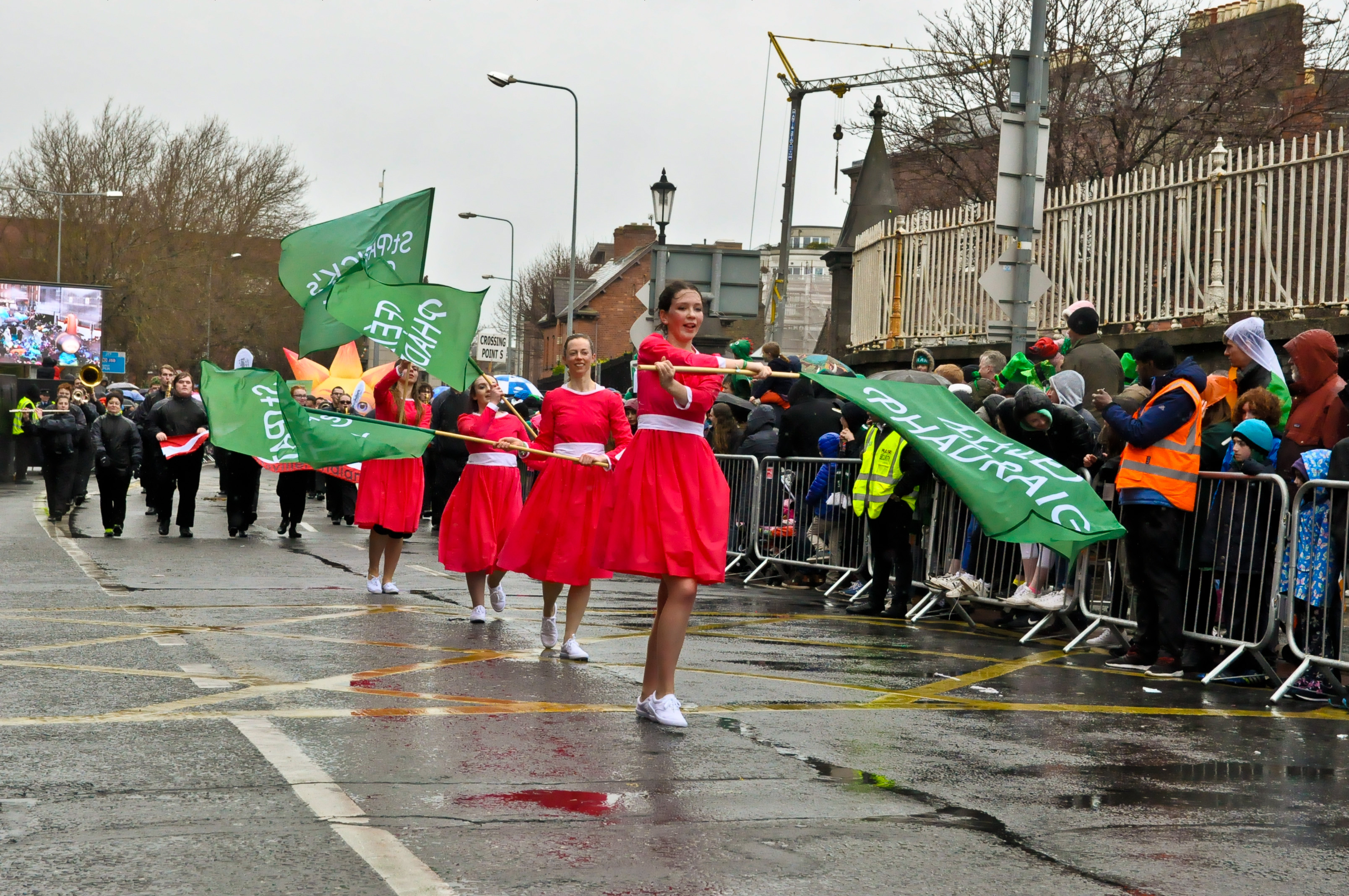
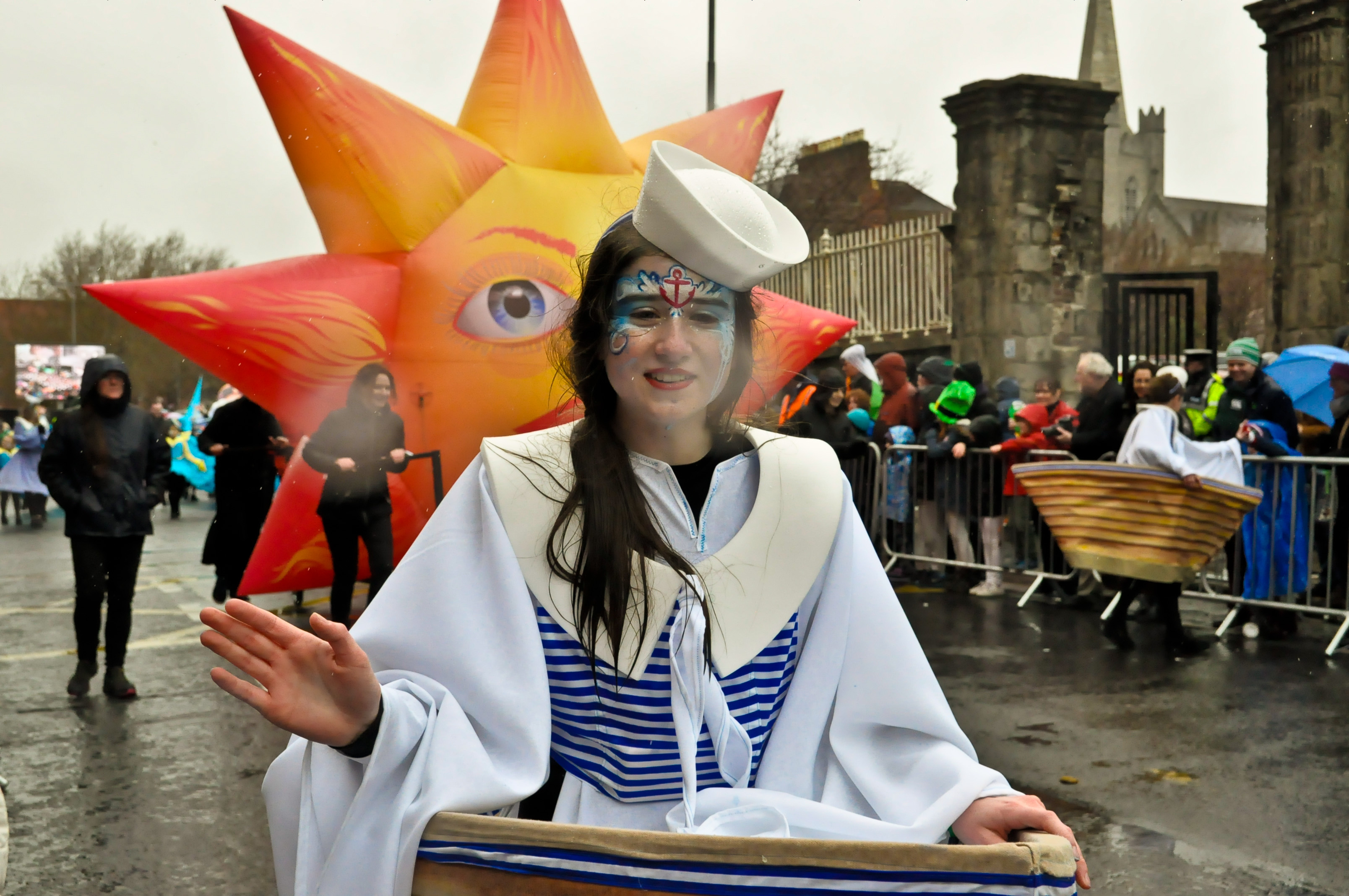
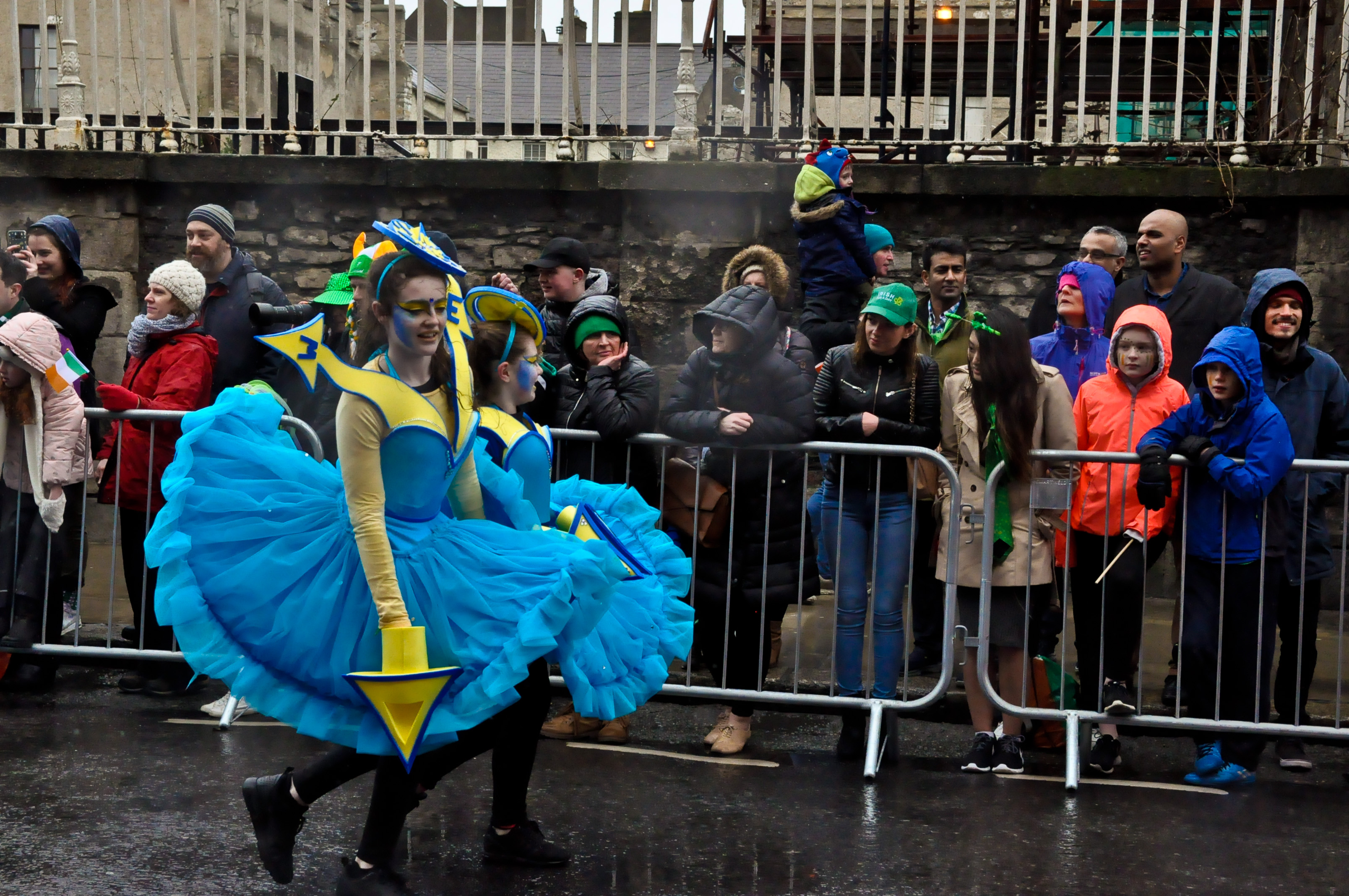
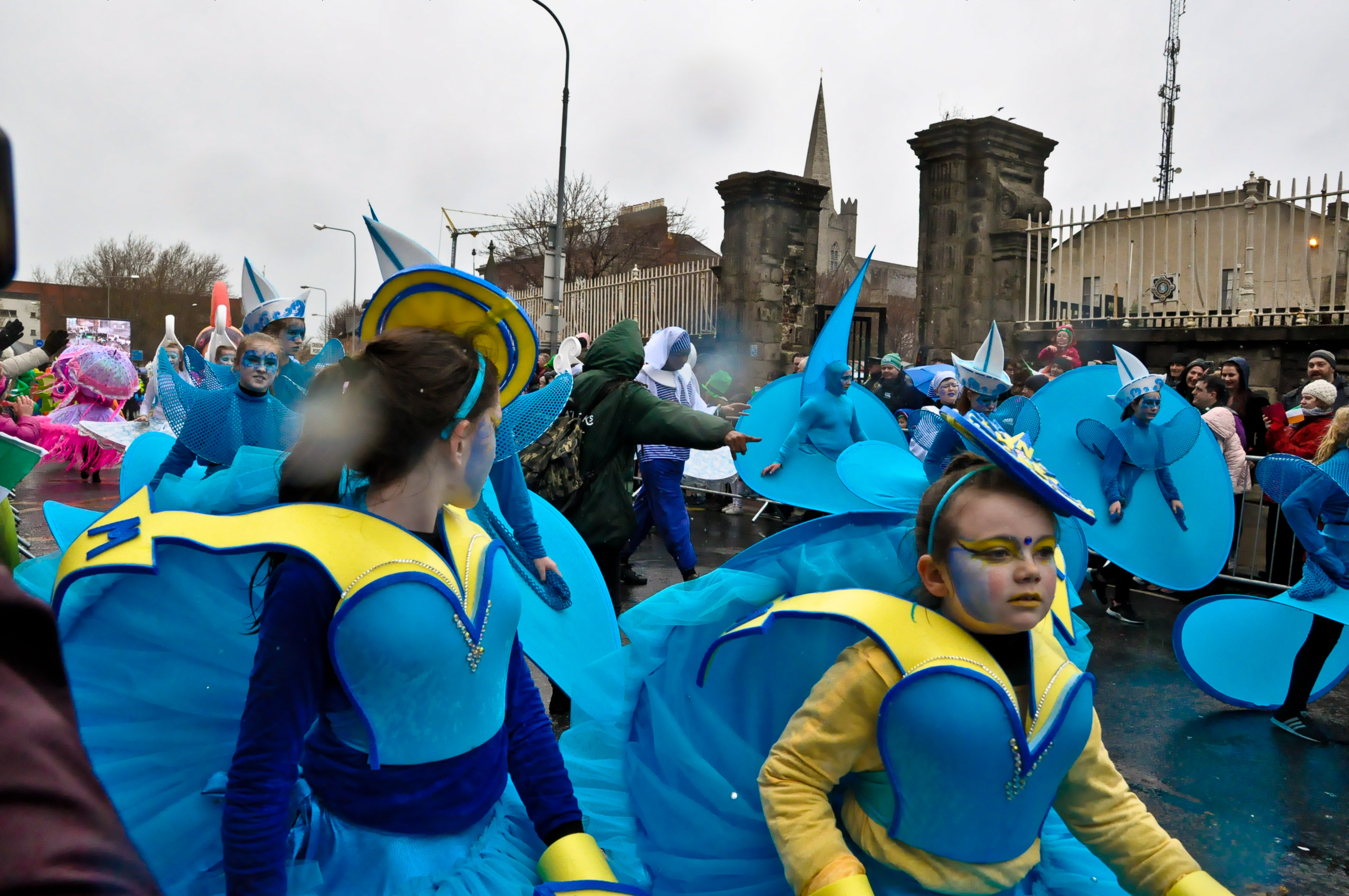
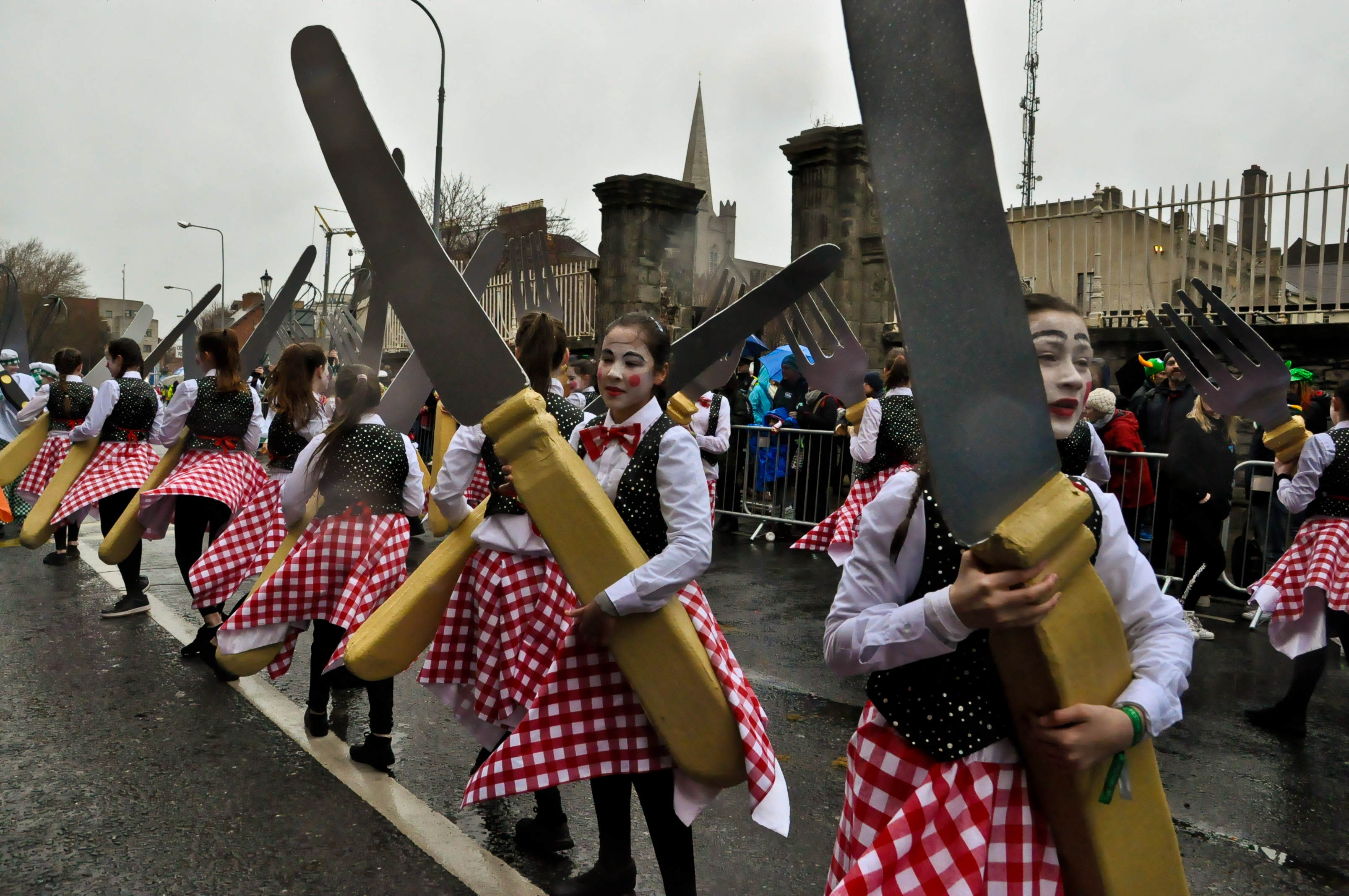
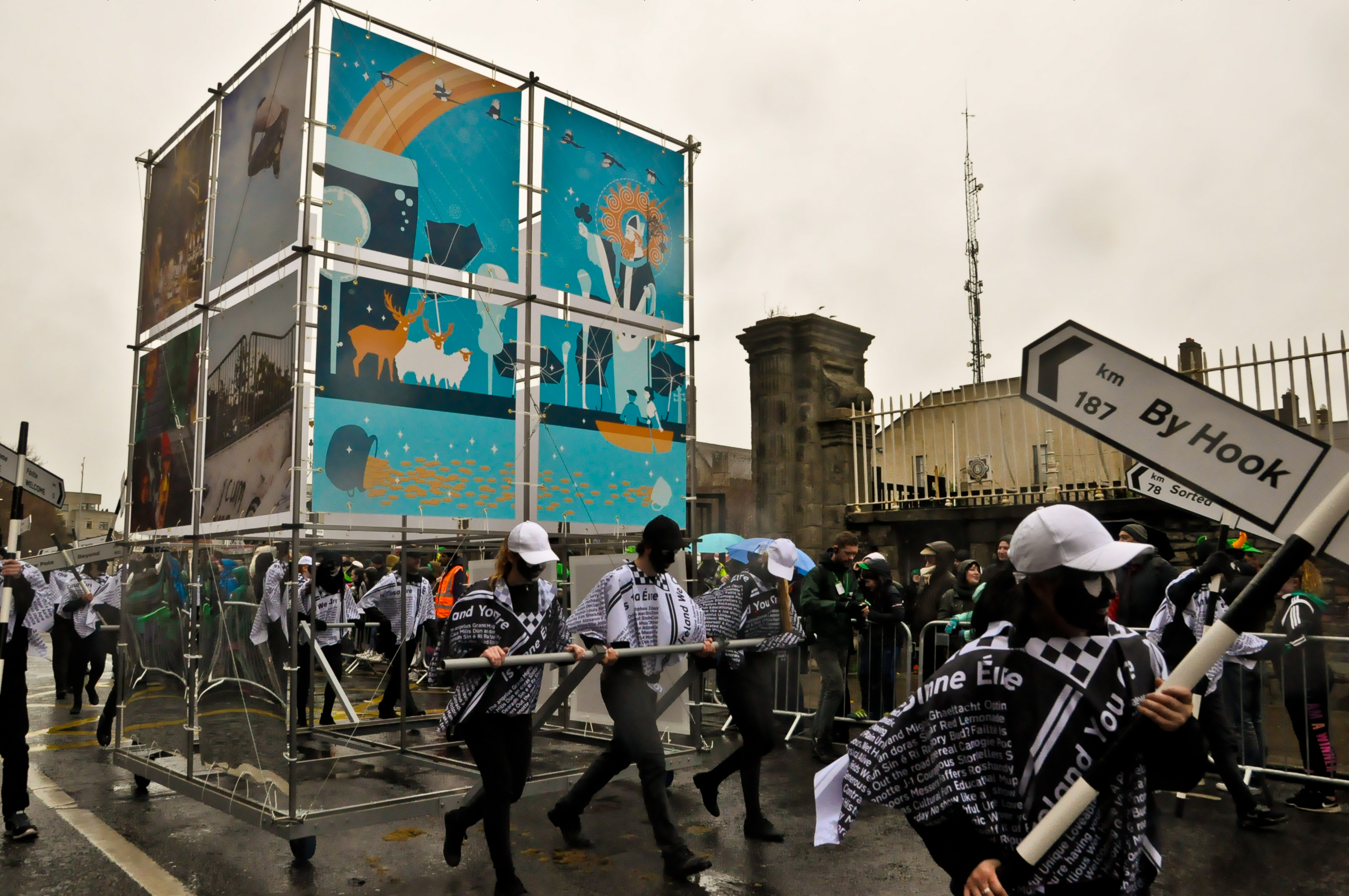
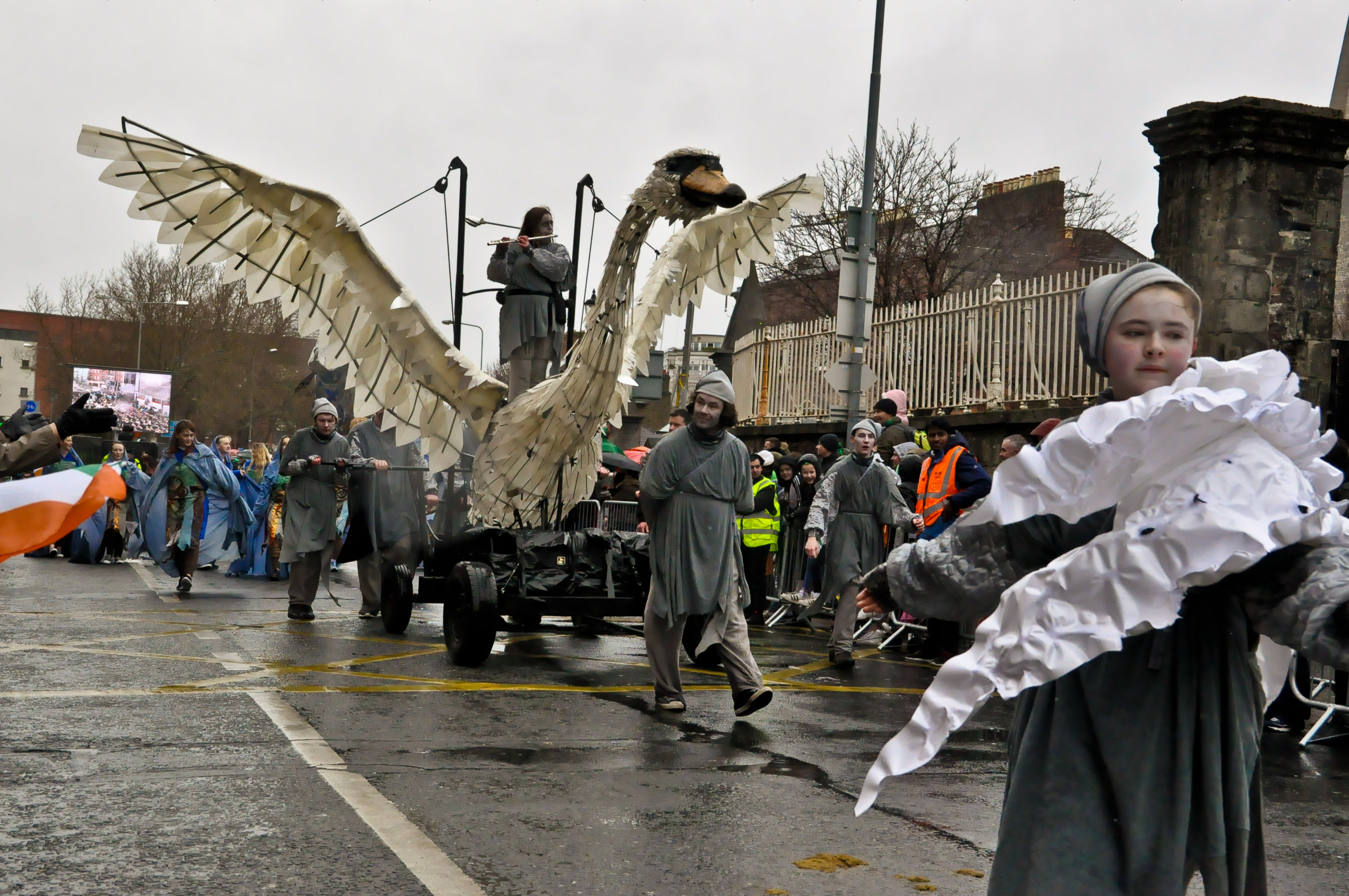
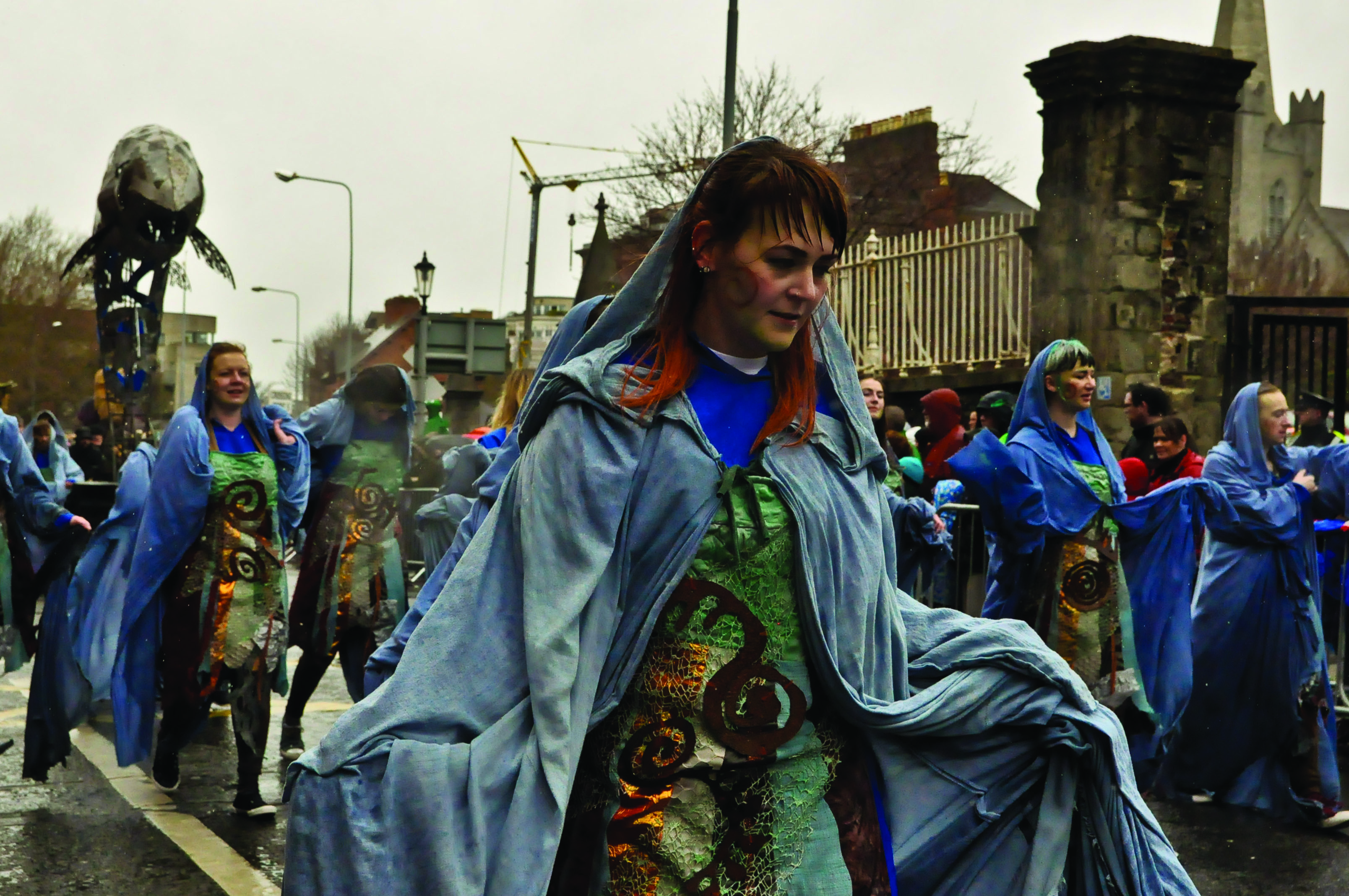
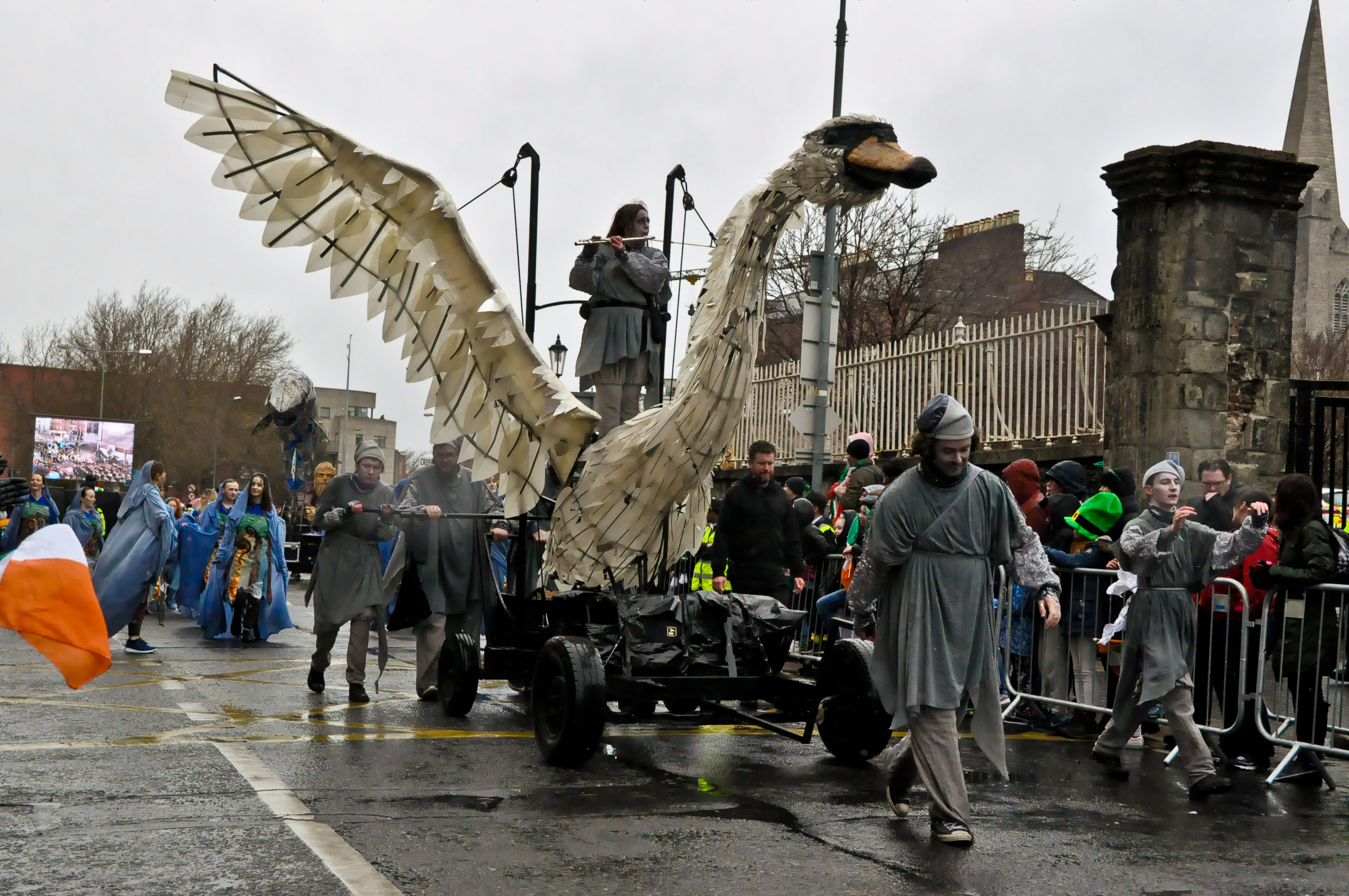
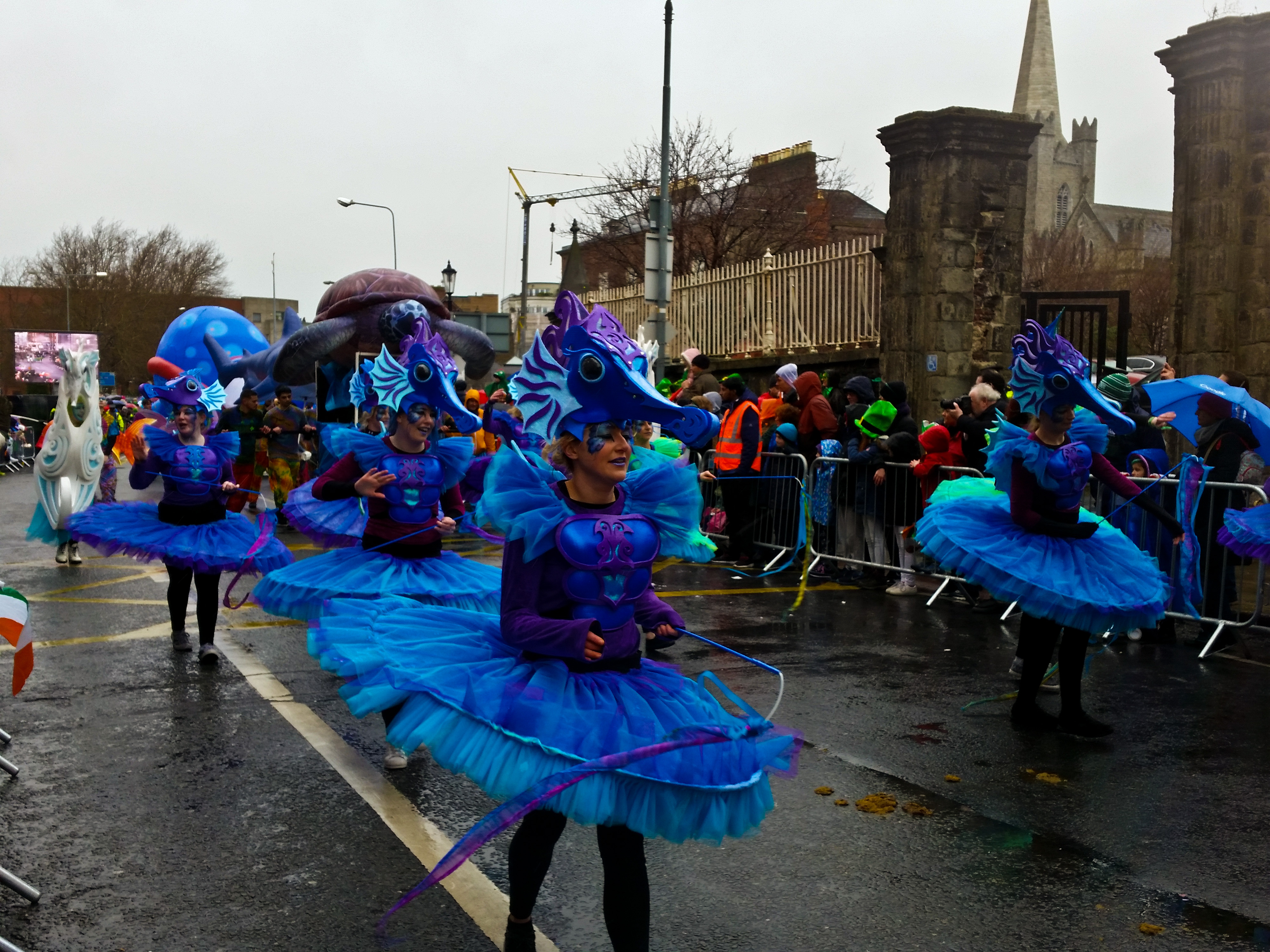